# Nils Persson i Malmö
Nils Persson (i riksdagen kallad Persson i Malmö), född 30 juli 1865 i Östra Vemmerlöv, Kristianstads län, död 12 januari 1927 i Malmö, var en svensk murare. 
Persson var  ordförande i Malmö stads stadsfullmäktige och riksdagsman (socialdemokrat).
Persson blev 1884 murarlärling i Malmö och var därefter verksam som gesäll och murare.  Han åtnjöt stort förtroende inom fackföreningsrörelsen, var 1894-1922 ordförande i Svenska murareförbundet och dess kassör 1923-27. Åren 1893-98 var han också expeditör på tidningen Arbetet.
Han var ledamot av andra kammaren för Malmö stad 1903-16, av första kammaren för Malmö stad 1917 t.o.m. lagtiman 1919 och första kammaren för Malmöhus län med Malmö och Helsingborg 1922-26. Han var ledamot av jordbruksutskottet 1910-12, 1917-19 och juni 1922 samt av konstitutionsutskottet 1913-16 samt var 1919 ledamot av särskilda utskottet för arbetstidens begränsning.
Han blev ledamot av Malmö stadsfullmäktige 1902 och efter den allmänna rösträttens införande blev han 1919 den förste socialdemokratiske ordföranden där, en post som han behöll fram till sin död. Han var också den enda socialdemokraten bland de 46 ledamöterna i styrelsen för Baltiska utställningen 1914. År 1935 uppkallades en plats i Malmö till Nils Perssons plan efter honom.
Han var gift med Mathilda Persson, som även hon var engagerad i Socialdemokraterna och fackföreningsrörelsen: hon blev medlem i partiet 1889, var tongivande inom Malmö kvinnliga diskussionsklubb, och tog under makens frekventa resor ansvaret för Svenska murareförbundets löpande ärenden.